# Pedaculops propinquae
Pedaculops propinquae är en spindeldjursart som beskrevs av David C.M. Manson 1984. Pedaculops propinquae ingår i släktet Pedaculops och familjen Eriophyidae. Inga underarter finns listade i Catalogue of Life.